# Art4.ru
Muzeum Sztuki Aktualnej Art4.ru (ros. Музей актуального искусства ART4.RU) – muzeum sztuk plastycznych w Moskwie, założone w 2007 roku przez rosyjskiego przedsiębiorcę i kolekcjonera sztuki Igora Markina. Powierzchnia wynosi 600 metrów kwadratowych. Według słów właściciela, celem jest odkrycie swojego muzeum sławą na miarę Galerii Tretiakowskiej. Obecnie zbiory muzeum obejmują awangardę rosyjską II poł. XX wieku i sztukę najnowszą. Jest to jedyne prywatne muzeum w rosyjskiej stolicy, które obok „Garażu” Daszy Żukowej należy do najbardziej znanych miejsc prezentacji sztuki współczesnej w kraju. Przez pewien czas pracowniczką muzeum Markina była wybitna poetka rosyjska Wiera Połozkowa (ros. Вера Полозкова).